# Egerdach (Wonneberg)

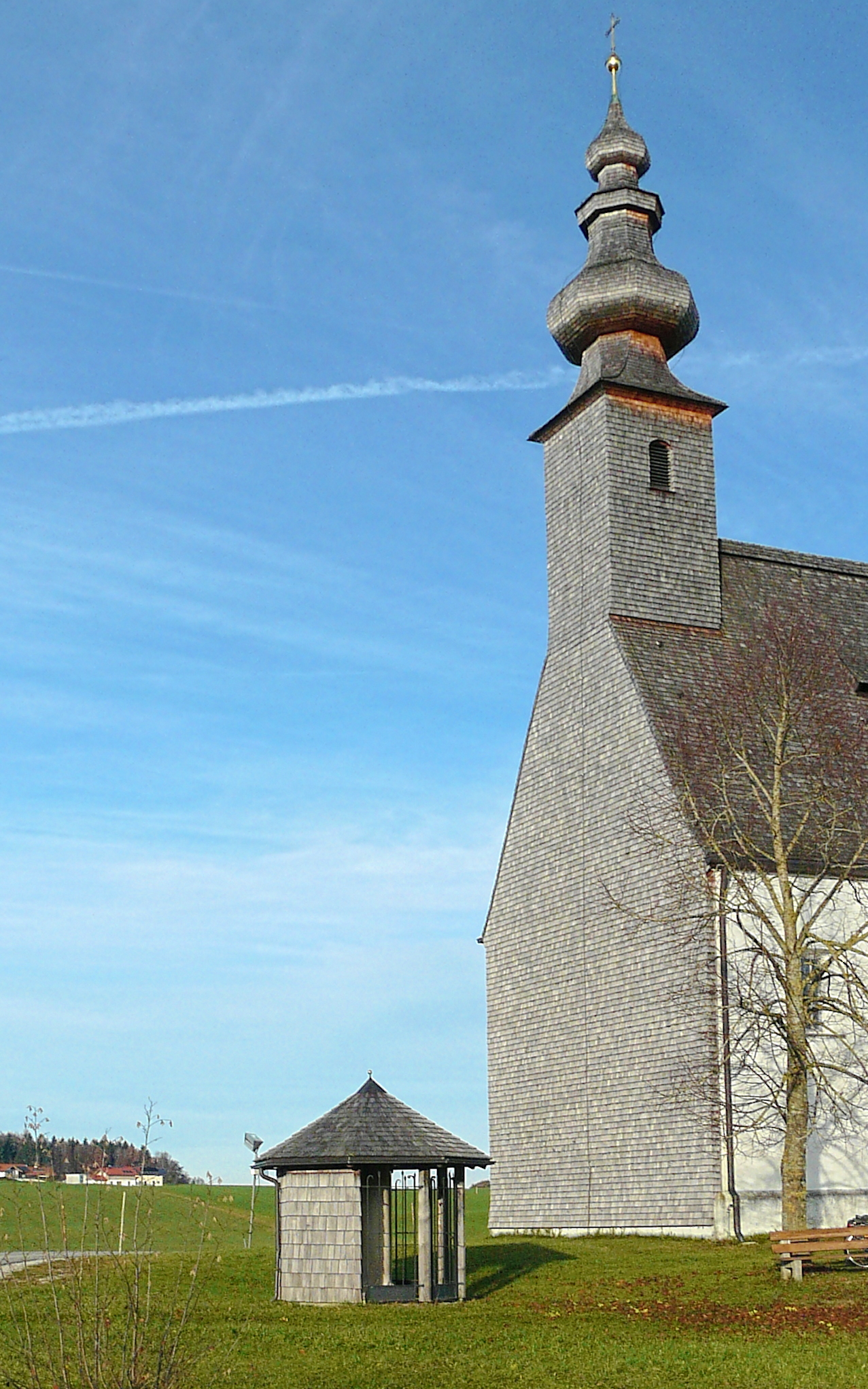
Kirche St. Margareta

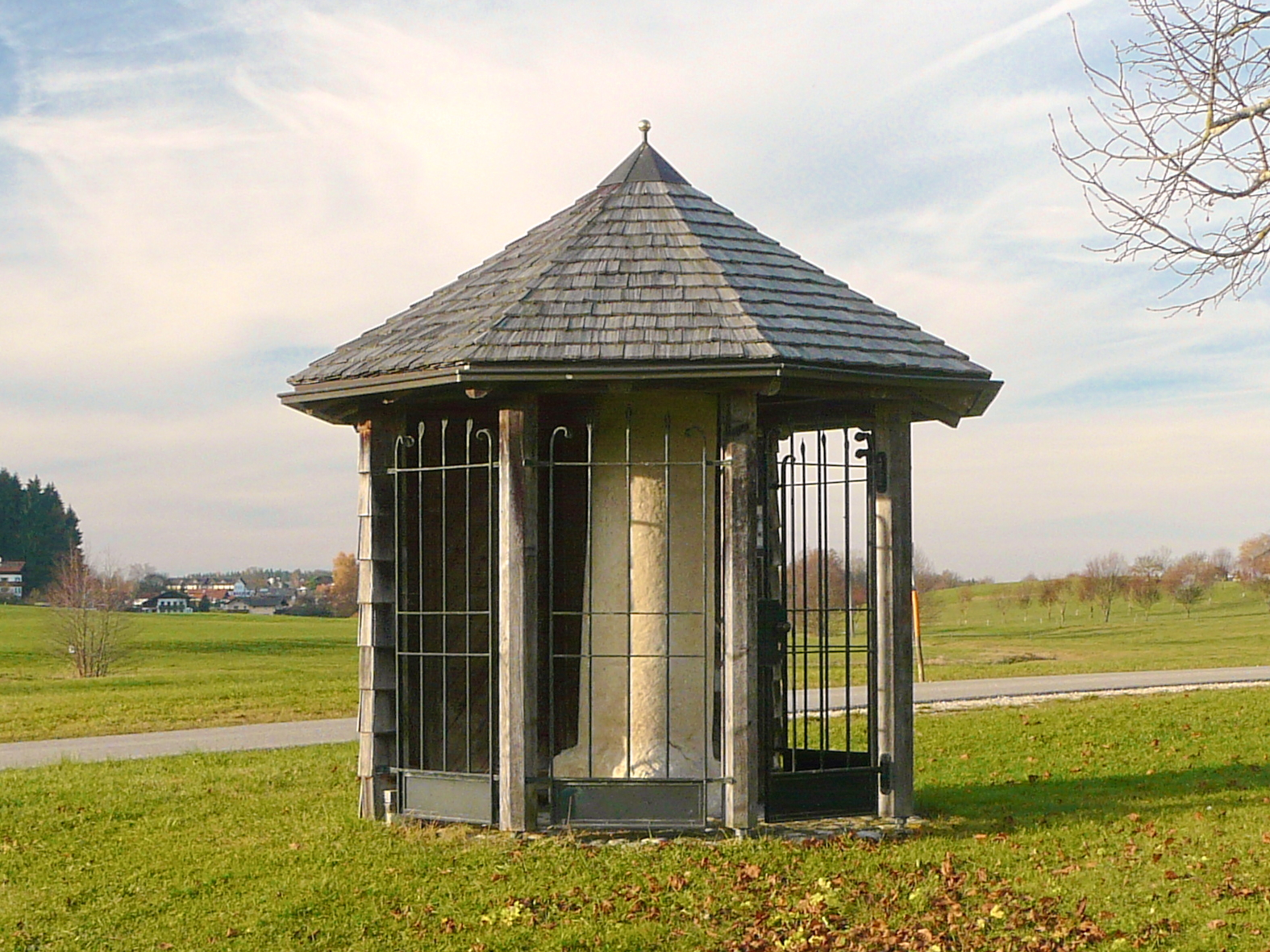
Pavillon mit römischem Meilenstein

Egerdach ist ein Gemeindeteil von Wonneberg im oberbayerischen Landkreis Traunstein.

## Geschichte
Das Kirchdorf wird im Testament Wilhelms vom Wagingerberg aus dem Jahr 1193 erstmals genannt. Vor der Kirche steht ein Pavillon mit einem Meilenstein der Via Julia.

## Baudenkmäler
- Katholische Kirche St. Margareta